# 조정식 (강사)
조정식(1982년 7월 18일~)은 대한민국의 영어 강사이다. 현재 메가스터디 소속 강사로 활동하고 있다. 

## 방송
- 2020년 KBS JOY 무엇이든 물어보살
- 2021년 JTBC 다수의 수다 일타강사 편
- 2023년 성적을 부탁해 티쳐스